# Tetoiu
Tetoiu è un comune della Romania di 2 806 abitanti, ubicato nel distretto di Vâlcea, nella regione storica dell'Oltenia. 
Il comune è formato dall'unione di 7 villaggi: Băroiu, Budele, Maneasa, Nenciulești, Popești, Tepești, Tetoiu.